# Partida Kasparov contra o Mundo
Kasparov contra o Mundo foi uma partida de xadrez jogada em 1999 pela Internet. No comando das peças brancas, Garry Kasparov enfrentou o resto do mundo em equipe, com os movimentos do time do mundo sendo decididos por maioria de votos. Mais de 50.000 pessoas de mais de 75 países participaram do jogo. O promotor do desafio foi o MSN Gaming Zone, com financiamento do banco First USA. Depois de 62 movimentos jogados por quatro meses, Kasparov venceu o jogo. Em suas palavras:
| “ | Este é o maior jogo da história do xadrez. O grande número de ideias, a complexidade e a contribuição que o jogo fez ao xadrez, fazem dele o jogo mais importante já disputado. | ” |

## Especulação pré-partida e preparação
Para o jogo, Kasparov era considerado o favorito. Ele detinha na época o título de campeão mundial, jogava com a vantagem de ter as peças brancas, e contava ainda com exemplos de que o xadrez por voto majoritário costumava gerar resultados medíocres. Por exemplo, Anatoly Karpov pegou as pretas contra o resto do mundo mais cedo naquele ano e obteve uma vitória convincente. Porém, contrariando as expectativas, a partida produziu uma mistura de profundas táticas e ideias estratégicas, e mesmo ganhando, Kasparov admitiu que nunca tinha despendido tanto esforço em um único jogo em sua vida.
Apesar de tudo, o time do mundo tinha certos pontos a seu favor, alguns inovadores para um jogo pela internet. Primeiramente, um quadro de  jovens estrelas do xadrez foram selecionados pelo MSN para sugerir movimentos para o time do mundo. Eles eram, em ordem decrescente de rating, Étienne Bacrot, Florin Felecan, Irina Krush, e Elisabeth Pähtz. Também, o grande mestre Daniel King, recrutado para providenciar comentário durante o jogo, constantemente agia como um quinto defensor do time do mundo. Depois, os movimentos foram programados para que cada jogador fizesse seu movimento em um dia; o que quer dizer que Kasparov teve 24 horas para fazer as considerações sobre seus movimentos e jogar e o time do mundo tinha 24 horas para votar e dar a resposta. Em terceiro lugar, o MSN providenciou um quadro de discussões para os movimento do time do mundo. Isso esperava fazer com que essas vantagens permitissem um jogo de real consulta entre seus participantes, produzindo um nível de jogo mais alto.
Kasparov jogou seu primeiro movimento (1. e4) em 21 de junho, e o time do mundo decidiu com 41% dos votos responder ao movimento com a Defesa siciliana.